# Prémio FIFA Ferenc Puskás

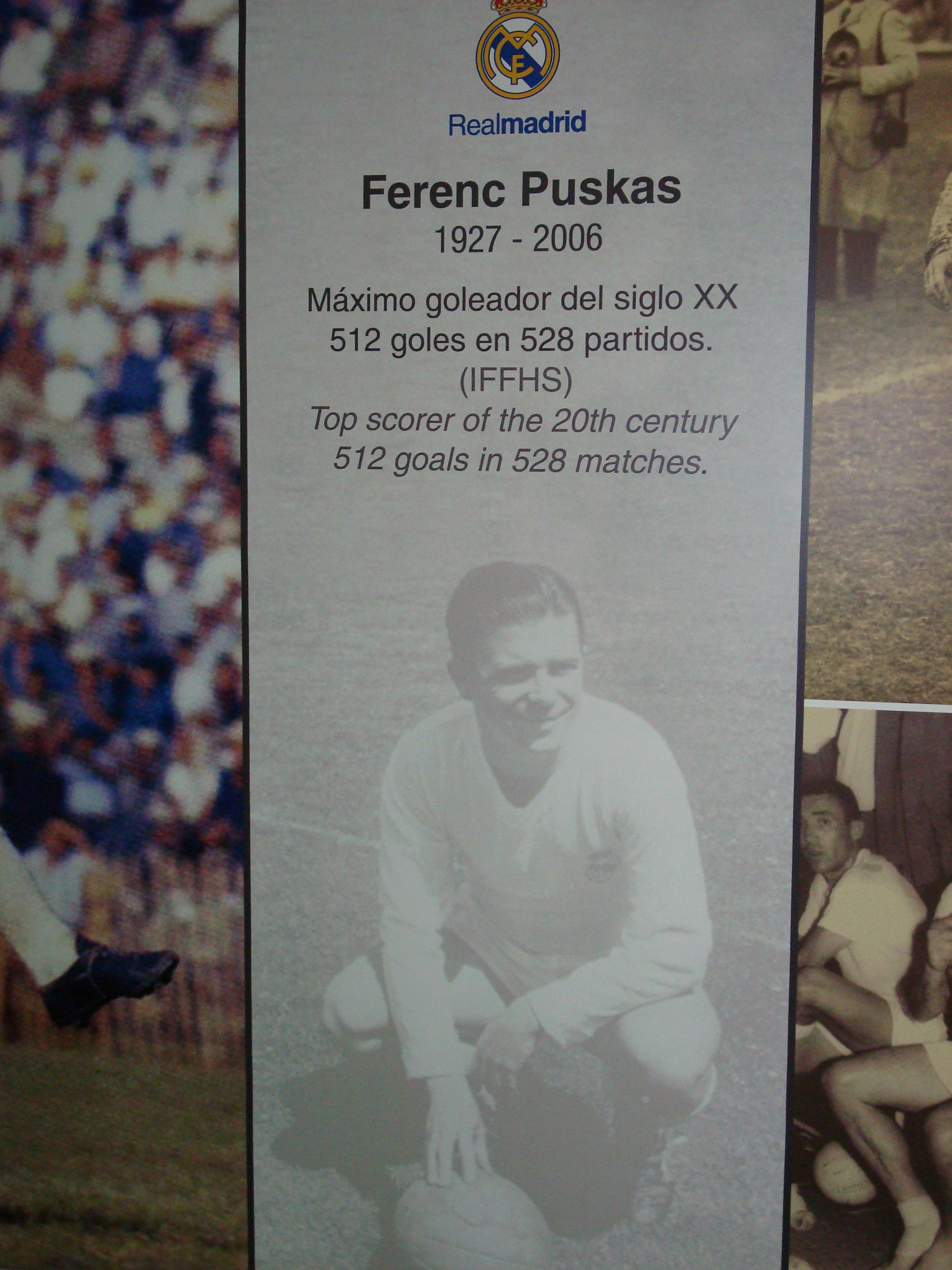
Painel do Real Madrid em homenagem a Puskás. Em português: O Maior goleador do Século XX; 512 gols em 528 partidas (IFFHS)

O Prémio FIFA Ferenc Puskás é um prémio criado em 20 de Outubro de 2009 pela FIFA (Fédération Internationale de Football Association), pelo presidente Joseph Blatter, a fim de premiar o jogador(a), que marcou o gol mais bonito do ano. Hoje em dia, o defensor de gol mais bonito é o jogador Alejandro Garnacho, que atualmente atua pelo Manchester United.
O prémio é em homenagem a Ferenc Puskás Biró, o capitão da equipe da Hungria, conhecidos como Os Mágicos Magiares dos anos 1950 e jogador central da equipa espanhola Real Madrid, da década de 1960. Puskás é considerado por muitos como o mais poderoso e prolífico jogador avançado do futebol tendo marcando um recorde mundial de 84 gols em 85 internacionalizações.
Segundo Joseph Blatter, na inauguração do prémio, em Budapeste:
| “ | É importante preservar a memória dos grandes nomes do futebol que deixaram sua marca na nossa história. Ferenc Puskás era não só um jogador com imenso talento que ganhou muitas honras, mas também um homem notável. É, portanto, um prazer para a FIFA lhe prestar homenagem e lhe dedicar este prémio à sua memória | ” |

O prazo para o primeiro prémio foi Julho de 2008 a Julho de 2009. O prémio anual foi apresentado pela primeira vez durante a gala do Melhor jogador do mundo pela FIFA em 21 de Dezembro de 2009 na Suíça.

## Critérios
- Deve ser um belo gol;
- O gol não deve ser o resultado da sorte ou de erros cometidos por outra equipe;
- O gol deve apoiar o fair play, ou seja, o jogador não deve ter-se comportado mal durante o jogo ou ser acusado de doping, por exemplo.
- O gol deve ter sido marcado entre novembro do ano anterior e outubro. Depois disso, os gols que atenderem aos critérios anteriores entrarão no prêmio do ano seguinte.[2]

## Vencedores
| Ano  | Jogador            | Clube ou Seleção Nacional | Jogo                              | Competição                                   | Gol | Ref.   |
| ---- | ------------------ | ------------------------- | --------------------------------- | -------------------------------------------- | --- | ------ |
| 2009 | Cristiano Ronaldo  | Manchester United         | Porto 0–1 Manchester United       | Liga dos Campeões da UEFA 2008–09            | 0–1 | [ 3 ]  |
| 2010 | Hamit Altıntop     | Turquia                   | Cazaquistão 0–3 Turquia           | Eliminatórias para o Campeonato Europeu 2012 | 0–2 | [ 4 ]  |
| 2011 | Neymar             | Santos                    | Santos 4–5 Flamengo               | Campeonato Brasileiro 2011                   | 3–0 | [ 5 ]  |
| 2012 | Miroslav Stoch     | Fenerbahçe                | Fenerbahçe 6–1 Gençlerbirliği     | Campeonato Turco 2011–12                     | 1–0 | [ 6 ]  |
| 2013 | Zlatan Ibrahimović | Suécia                    | Suécia 4–2 Inglaterra             | Amistoso                                     | 4–2 | [ 7 ]  |
| 2014 | James Rodríguez    | Colômbia                  | Colômbia 2–0 Uruguai              | Copa do Mundo FIFA 2014                      | 1–0 | [ 8 ]  |
| 2015 | Wendell Lira       | Goianésia                 | Atlético Goianiense 1–2 Goianésia | Campeonato Goiano 2015                       | 0–1 | [ 9 ]  |
| 2016 | Mohd Faiz Subri    | Penang FA                 | Penang FA 4–1 Pahang FC           | Campeonato Malaio 2016                       | 3–1 | [ 10 ] |
| 2017 | Olivier Giroud     | Arsenal                   | Arsenal 2–0 Crystal Palace        | Premier League 2016–17                       | 1–0 | [ 11 ] |
| 2018 | Mohamed Salah      | Liverpool                 | Liverpool 1–1 Everton             | Premier League 2017–18                       | 1–0 | [ 12 ] |
| 2019 | Dániel Zsóri       | Debreceni                 | Debreceni 2–1 Ferencvárosi        | Campeonato Húngaro 2018–19                   | 2–1 | [ 13 ] |
| 2020 | Son Heung-min      | Tottenham                 | Tottenham 5–0 Burnley             | Premier League 2019–20                       | 3–0 | [ 14 ] |
| 2021 | Erik Lamela        | Tottenham                 | Tottenham 1–2 Arsenal             | Premier League 2020–21                       | 1–0 | [ 15 ] |
| 2022 | Marcin Oleksy      | Warta Poznań              | Warta Poznań 1–0 Stal Rzeszów     | Campeonato Polonês de Amputados 2022         | 1–0 | [ 16 ] |
| 2023 | Guilherme Madruga  | Botafogo-SP               | Novorizontino 0-1 Botafogo-SP     | Campeonato Brasileiro Série B                | 0-1 | [ 17 ] |
| 2024 | Alejandro Garnacho | Manchester United         | Everton 0-3 Manchester United     | Premier League de 2023–24                    | 0-1 | [ 18 ] |